# Mainà collblanc
El mainà collblanc (Streptocitta albicollis) és un ocell de la família dels estúrnids (Sturnidae), endèmic dels boscos del sud, nord i nord-est de l'illa de les Cèlebes i illes adjacents d'Indonèsia. Alguns autors consideren que el tàxon original s'hauria de desmembrar en dues espècies separades. Els seus hàbitats són els pantans, matollars i boscos tropicals i subtropicals de frondoses humits de les terres baixes, les plantacions i els boscos molt degradats. Segons la UICN, que segueix aquest darrer criteri, l'estat de conservació d'ambdós tàxons es considera de risc mínim.

## Taxonomia
Segons la llista mundial d'ocells del Congrés Ornitològic Internacional (versió 10.1, gener 2020) el mainà collblanc tindria dues subespècies: la nominotípica (S. a. albicollis) de la part sud de les Cèlebes, es destaca per tenir la punta del bec de color pàl·lid, mentre que la subespècie de la part nord de l'illa (S.a. torquata) té el bec totalment negre. Tanmateix, altres obres taxonòmiques, com el Handook of the Birds of the World i la quarta versió de la BirdLife International Checklist of the birds of the world (desembre 2019), consideren que aquesta darrera subespècie constitueix una espècie apart. Seguint aquest darrer criteri, la taxomia seria la següent:
- (Streptocitta albicollis) stricto sensu - mainà collblanc meridional[6]
- (Streptocitta torquata) - mainà collblanc septentrional[6]